# خانه جعفری طاد
خانه جعفری طاد مربوط به دوره قاجار است و در شهرستان فلاورجان روستای طاد، خیابان گلستان شهدا، روبروی مسجد جامع واقع شده و این اثر در تاریخ ۱۸ آذر ۱۳۸۷ با شمارهٔ ثبت ۲۳۹۲۴ به‌عنوان یکی از آثار ملی ایران به ثبت رسیده است.